# Kim Ae-ran
Dans ce nom coréen, le nom de famille, Kim, précède le nom personnel.
Pour les articles homonymes, voir Kim.
Kim Ae-ran  (en coréen : 김애란) est une romancière sud-coréenne née à Incheon en 1980.

## Biographie
Kim Ae-ran est née en 1980 à Incheon. Elle a fait son entrée en littérature avec une nouvelle intitulée La Porte du Silence (Nokeuhaji anneun mun), publiée dans la revue Changbi, remportant le prix littéraire de Daesan pour étudiants en 2002. Elle est récompensée par le prix de l'écriture Daesan en 2003 pour Maison inconnue (cette nouvelle a aussi été traduite et publiée sous le titre : Quatre locataires et moi). C’est avec sa première nouvelle, Cours papa, cours ! (Dallyeora abi, 2005) et l’obtention du prix littéraire Hankook Ilbo dès 2005 que Kim Ae-ran a commencé à se faire un nom dans le monde de la littérature coréenne. En 2008, elle remporte le prix Lee Hyo-seok pour sa nouvelle Le Couteau de ma mère (Kaljaguk),.
Dans sa postface à Cours papa, cours !, le critique littéraire Kim Dong-shik la décrit comme « l’auteure qui détruit la grammaire du roman traditionnel »

## Œuvres
Son style est décrit par ses traducteurs français comme « concis et incisif », proche de la poésie.
Sa nouvelle Maison inconnue (Quatre locataires et moi, 2003) raconte l'histoire de cinq femmes vivant dans des chambres séparées au sein d'une même maison où les chambres sont petites et collées les unes aux autres. Cette œuvre lui permet de remporter le prix littéraire Daesan et d'obtenir une certaine reconnaissance en Corée du Sud.
Sa nouvelle Cours Papa, cours ! lui permet d'obtenir le prix Hankook Ilbo en 2005 et de gagner en popularité auprès du public coréen. Âgée de 25 ans au moment de la réception du prix, Kim fut la plus jeune lauréate enregistrée alors qu'elle n'en était qu'à son premier recueil de nouvelles.
En 2008, la nouvelle Le Couteau de ma mère lui permet de remporter le prix littéraire Yi Hyo-seok. Elle fut là aussi la plus jeune auteure à remporter cette distinction. Au fil de sa carrière, Kim a développé un style frais et dynamique propre aux jeunes auteurs, mais son sens des valeurs, le sérieux des sujets traités, ne sont pas pour autant à prendre à la légère.
Kim Ae-ran met en scène de jeunes protagonistes ayant une vingtaine d’années qui viennent à Séoul pour poursuivre leurs rêves. Après l’industrialisation et l’urbanisation rapide de la Corée du Sud dans les années 1960, la littérature coréenne a souvent traité le sujet des jeunes coréens quittant leur village pour se rendre dans la capitale. Pourtant, alors que ce phénomène dure encore, la littérature s’est peu à peu désintéressée de ce sujet. Ayant passé la majeure partie de son enfance en zone rurale avant de s’installer à Séoul, Kim Ae-ran dépeint avec réalisme ces nouveaux citadins venus s’installer dans la capitale.
Alors que sa nouvelle Maison inconnue (Quatre locataires et moi, 2003) met en scène cinq femmes vivant dans cinq minuscules chambres, Un Noël particulier (Seongtan Teukseon) se déroule lui dans un motel délabré, Une vie heureuse se passe quant à lui dans des chambres en demi sous-sol. Ma vie dans la supérette (Naneun pyeonuijeome ganda) met en scène l’espace hautement capitaliste des magasins ouverts jour et nuit que l’on trouve facilement en Corée du Sud, Le ciel Kong Kong a quant à lui pour cadre un toit en terrasse dans une petite ville de province.
Kim Ae-ran a étudié la mise en scène et l’écriture de spectacle lors de son passage à l'université, et c’est peut-être pour cela que ses œuvres manifestent un intérêt particulier pour les petits espaces. Ses descriptions humoristiques de ces protagonistes évoluant dans ces espaces évoquent une sensibilité profonde de l'auteure. Ses œuvres les plus récentes se concentrent ainsi sur l’évolution du quotidien des jeunes habitants de Séoul.
En 2011, son œuvre Ma vie palpitante fut publiée. Cette œuvre met en scène un garçon de 17 ans atteint d'une maladie qui provoque un vieillissement accéléré. Il se prépare à faire ses adieux à ses parents, qui l'ont eu lors de leur adolescence,. Ce roman fut un best-seller en Corée du Sud, et fut adapté au cinéma en 2014 par Yi Jae-yong avec les acteurs Kang Dong-won et Song Hye-kyo.

## Récompenses
- 2002 : prix Daesan
- 2005 : prix Hankook Ilbo
- 2008 : prix Yi Hyo-seok
- 2013 : prix Yi Sang
- 2014 : prix de l'Inaperçu